# Thabo Mbeki
Thabo Mvuyelwa Mbeki, född 18 juni 1942 i Idutywa i Eastern Cape, var partiledare för ANC 1997–2007 och Sydafrikas president 1999–2008. 
Mbeki är son till Govan Mbeki, som bland annat satt i fängelse tillsammans med Nelson Mandela.
Mbeki var en av dem som 1994 tillsammans med Sydafrikas dåvarande president F.W. de Klerk förhandlade fram Sydafrikas nya konstitution, vilket ledde fram till det första valet i Sydafrikas historia där alla vuxna sydafrikaner tilläts delta.
Mbekis förmåga att hantera Sydafrikas svåra samhällsproblem har ifrågasatts, trots att han förespråkade en pragmatisk moderat reformpolitik och bland annat uttryckt sitt stöd för Sydafrikas framtid med orden: Sydafrika tillhör alla som bor i det, svarta som vita.
Han fick kritik för sin ovilja att acceptera sambandet mellan hiv-viruset och aids (hiv-förnekelsen), vilket var en uppfattning som enligt kritiker länge hindrade kampen mot sjukdomen.
Hans ovilja att kritisera Zimbabwes president Robert Mugabe även efter det omfattande politiska våldet i samband med 2008 års presidentval var också kontroversiell i västvärlden.
I september 2008 accepterade han partiets krav på att avgå från presidentposten före det planlagda presidentvalet i april 2009. Han efterträddes på presidentposten av sin vicepresident Kgalema Mothlante som efter valet efterträddes av ANC:s ordförande, den mer vänsterinriktade och kontroversielle Jacob Zuma.
Mbeki är med över nio år Sydafrikas mest långvarige president.